# سلوك ديماتيكي

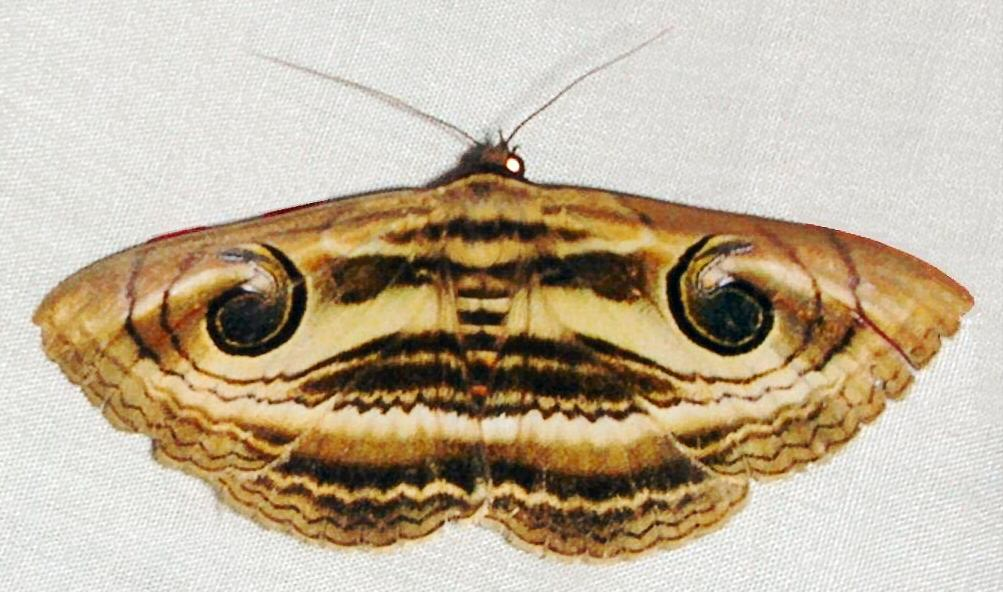
عثة سبيراما هيليسينا تشبه وجه الثعبان في عرض خداعي أو تخويفي

السلوك الديماتيكي أو عرض التخويف يعني أي نمط من سلوك الخداع في حيوان يفتقر إلى دفاعات قوية، مثل عرض بقع عين بارزة فجأة، لإخافة أو تشتيت انتباه المفترس مؤقتًا، مما يمنح الحيوان الفريسة فرصة للهروب. كلمة ديماتيك أو دايمانتيك مشتقة من اليونانية δειματόω (deimatóo)، والتي تعني "إخافة".
عرض التخويف يحدث في مجموعات متباعدة على نطاق واسع من الحيوانات، بما في ذلك العث والفراشات وفرس النبي والشبحيات بين الحشرات. وفي رأسيات الأرجل، تظهر أنواع مختلفة من الأخطبوطات والسبيدج والحبار وأرجوناوت [الإنجليزية].
تصنف العروض على أنها تخويفية أو تحذير لوني بناءً على استجابات الحيوانات التي تراها. عندما تتعرض الحيوانات المفترسة للصدمة في البداية ولكنها تتعلم أكل الفريسة التي تعرض نفسها، يصنف العرض على أنه رهيب، وتكون الفريسة تمثل تهديدًا كاذبًا؛ عندما تستمر في تجنب الفريسة بعد تذوقها، يُعتبر العرض تحذيريًا، مما يعني أن الفريسة مقززة حقًا. ومع ذلك، فإن هاتين الفئتين ليست بالضرورة متبادلة الاستبعاد. من الممكن أن يكون السلوك رهيبيًا وتحذيريًا في نفس الوقت، إذا كان يثير صدمة المفترس ويشير إلى وجود تكيفات مضادة للحيوانات المفترسة.
تُظهر الفقاريات، بما في ذلك العديد من أنواع الضفادع، عروضًا تحذيرية؛ بعض هذه الأنواع لديها غدد سامة. من بين الثدييات، غالبًا ما توجد مثل هذه العروض في الأنواع ذات الدفاعات القوية، مثل الظربان ذو الرائحة الكريهة والنيص الشائكة. وبالتالي، فإن هذه العروض في كل من الضفادع والثدييات هي على الأقل جزئيًا تحذيرية.

## في الحشرات

إن إظهار التهديدات ليس دائماً خدعة خطيرة. بعض الحشرات العصوية ترش مادة كيميائية أحادية التربين تسمى دوليكوديال عند مهاجمتها، لذا فإن عروضها تحذير لوني صادق.

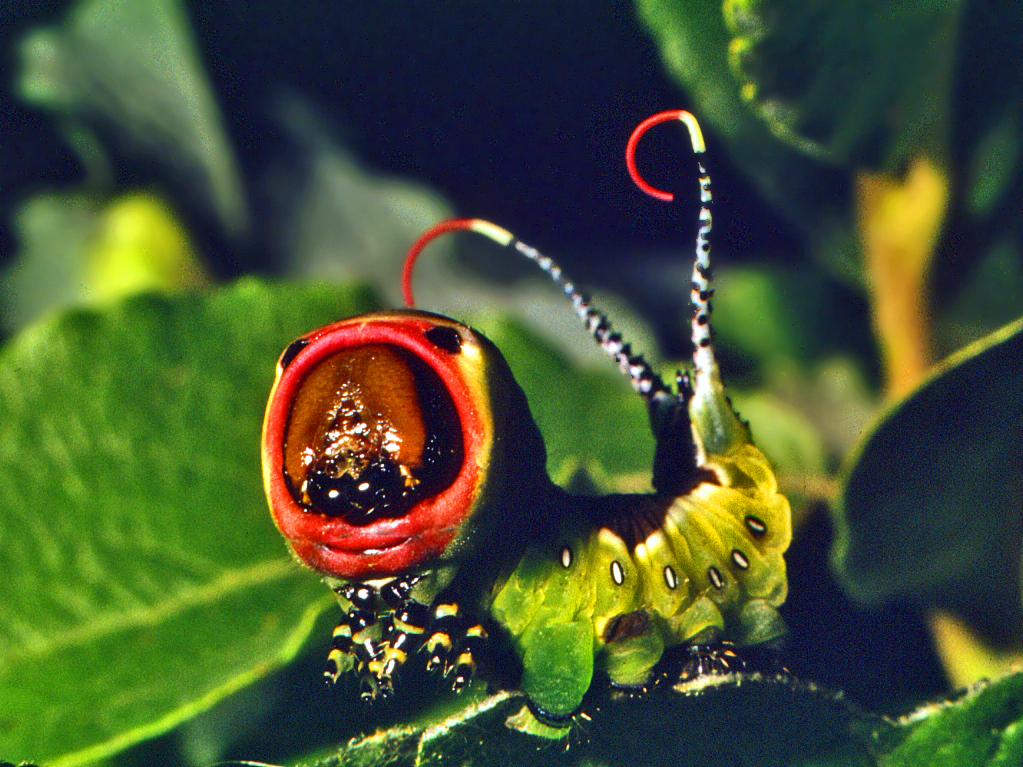
اليرقة "فم القطة" تعرض سوطين طويلين على ذيلها وبقع حمراء على رأسها. إذا لم يتراجع الخطر، يمكن لليرقة أن تطلق حمض الفورميك من سوطها.

تُظهر الحشرات، مثل حشرات العصا (الشبحيات) وفرس النبي، سلوكاً دفاعياً يُعرف بالعَرض التخويفي. عادةً ما تكون هذه الحشرات مختبئة جيدًا عندما تكون هادئة. ولكن عندما يزعجها مفترس محتمل، فإنها تكشف فجأة عن أجنحتها الخلفية ذات الألوان الزاهية. في بعض الأحيان، يعزز فرس النبي هذا العرض بإظهار أرجله الأمامية الملونة الزاهية، مصحوبًا بصوت صفير عالٍ ينتج عن الدُهان. على سبيل المثال، يظهر الجُراد فيماتيوس مناطق حمراء وصفراء على أجنحته الخلفية؛ وهو أيضًا كريه الطعم، حيث يفرز مادة كريهة من صدره. وبالمثل، فإن العرض الترهيبي للشبحيات حشرة العصا الجميلة السوداء ليس مجرد تهديد فارغ: حيث ترش الحشرة مركبات كيميائية أحادية التربين تشبه الدوليكوديال على المهاجمين.
ومن بين العث التي تظهر سلوكاً رهيبًا، يظهر عث الصقر ذو العيون الكبيرة (سميرينثوس أوسيلاتوس) بقع عينيه الكبيرة، ويحركها ببطء كما لو كان مفترسًا فقارياً مثل البومة. ومن بين الفراشات، فإن فراشة الطاووس الطويس الأوروبي هي محاكاة أوراق شجرية خفية بأجنحتها المغلقة، ولكنها تُظهر أربع بقع عين بارزة عند الاضطراب، في عرض فعال ضد الطيور آكلة الحشرات (مثل خاطفات الذباب).
أظهرت تجربة أجراها عالم الحيوان الأسترالي أ. د. بليست أن بقع العين التي تشبه عين الفقاريات الحقيقية من حيث اللون والنمط تكون أكثر فعالية في تخويف الطيور آكلة الحشرات. وفي تجربة أخرى باستخدام فراشات الطاووس، أظهر بليست أنه عندما مُسحت بقع العين البارزة، فإن الطيور آكلة الحشرات (مثل الدرسة الصفراء اليابانية) لم تخاف بشكل كبير، وبالتالي فإن المظهر المفاجئ للألوان ونمط بقع العين يساهمان في فعالية العرض الترهيبي.
تظهر بعض عث الليليات، مثل الجناح الأحمر، مظهرًا مخفيًا في حالة السكون، ولكنها تُظهر ومضة من الألوان الزاهية المذهلة عند الاضطراب. بينما يظهر البعض الآخر، مثل العديد من أنواع جنس سبيريدونيا وسبيراما، مظهرًا تهديديًا أثناء السكون. كما تظهر عثة زحل من أجناس الفهقة وروتشيلديا رؤوس ثعابين، ولكن ليس من الوضع الأمامي.

يصدر العديد من العثيات النمرية أصوات نقر عند اصطياده بواسطة الخفافيش التي تستخدم السونار؛ كما أنها غالبًا ما تحتوي على مواد كيميائية غير مستساغة. بعضها، مثل عث النمر سيكنييا تينيرا، لديها آذان ولون بارز، وتبدأ في إصدار أصوات نقر عندما تقترب الخفافيش التي تستخدم السونار. تشير تجربة أجراها عالما الحيوان الكنديان جون م. راتكليف وجيمس هـ. فولارد، باستخدام عث النمر وخفافيش الأذن الطويلة الشمالية (ميوتيس سبينتريوناليس)، إلى أن الإشارات في الواقع تعطل السونار وتحذر من الدفاع الكيميائي. وبالتالي، فإن سلوك هذه الحشرات هو في نفس الوقت رهيب وكريه الطعم.

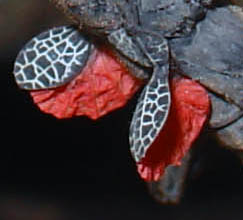
عرض التهديد الذي تقوم به حشرة العصا بيروفسما شولتي
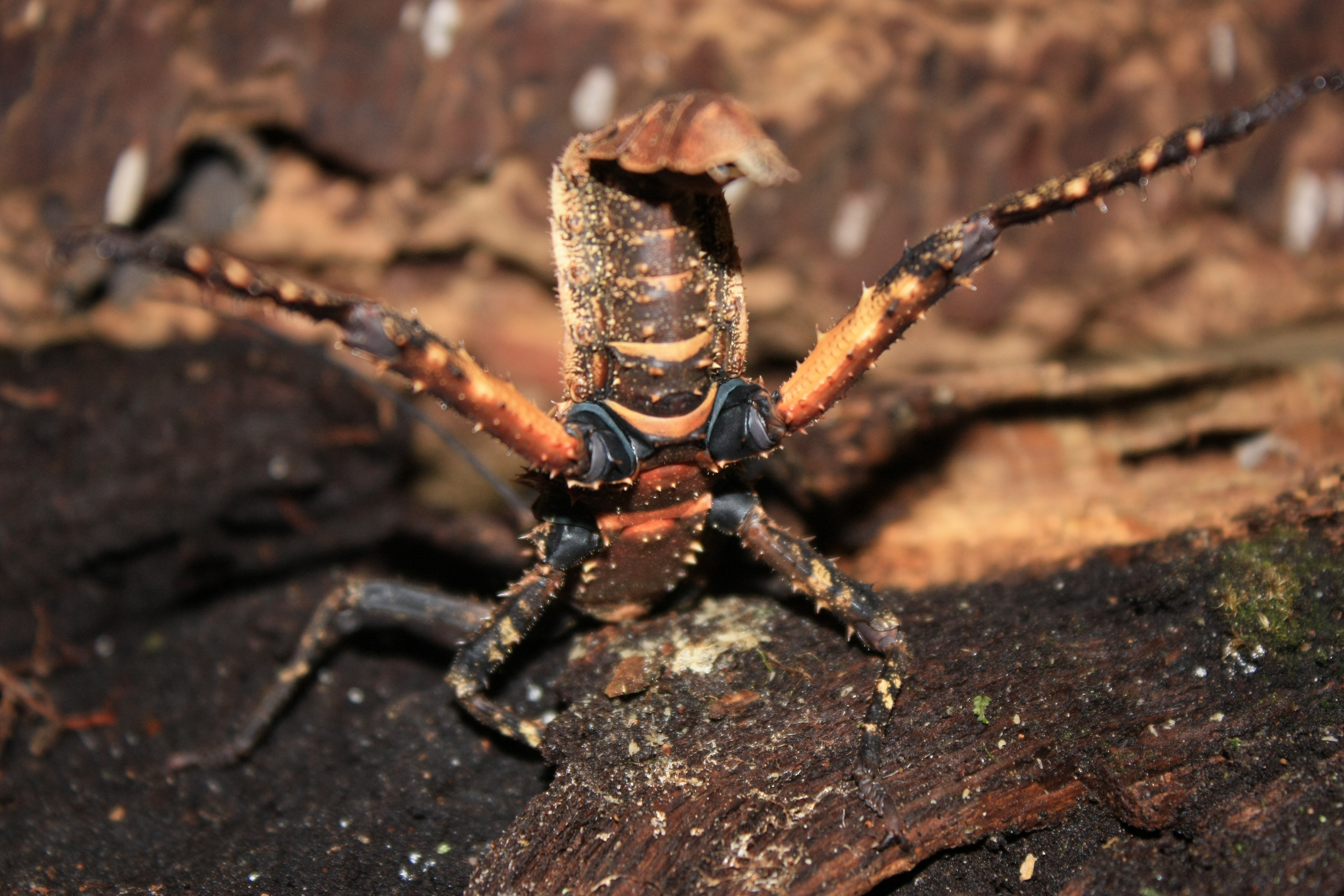
تهديد من قبل حشرة الشبحيات هاانيللا ديهااني
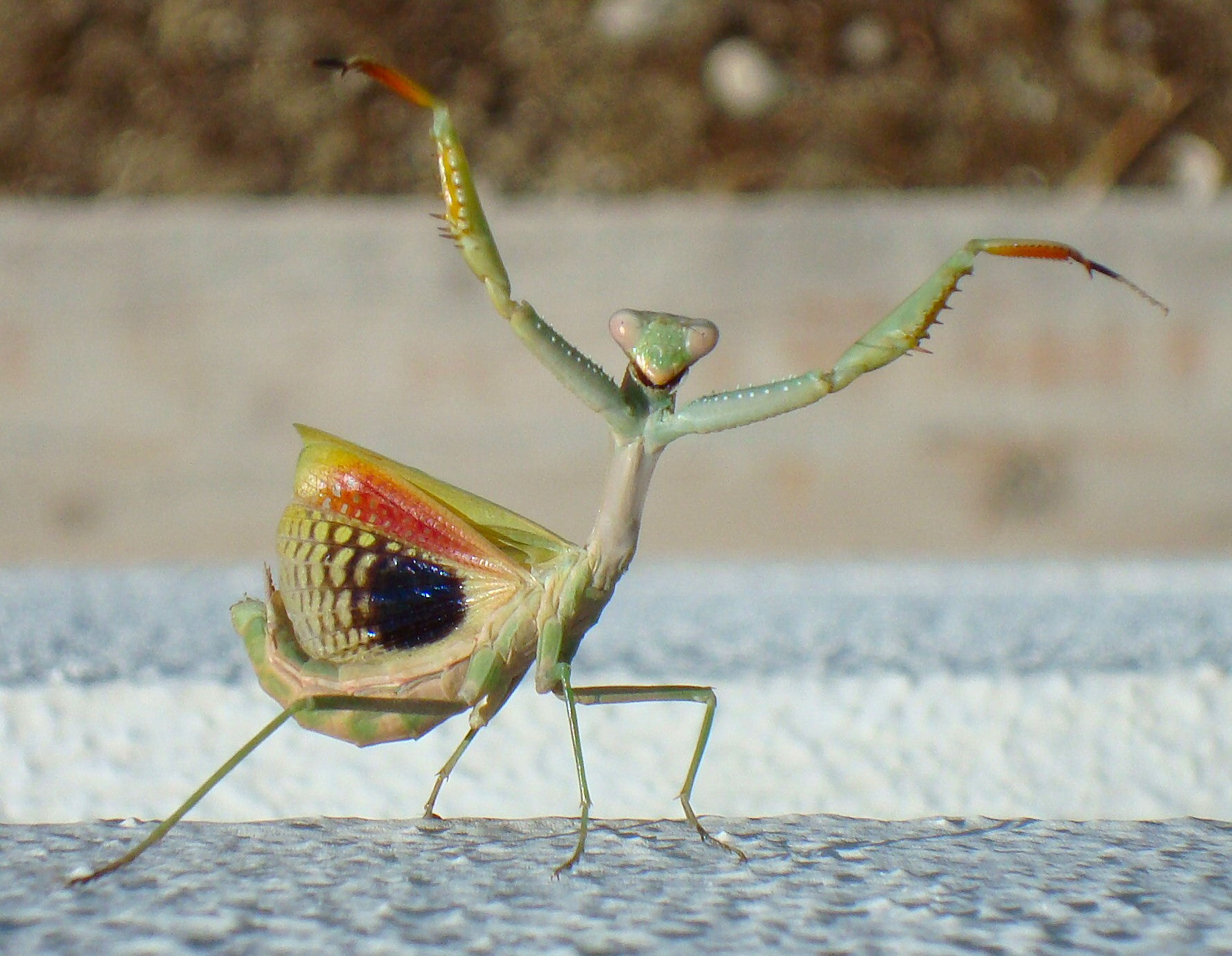
أُنثى حشرة فرس النبي البالغة، من نوع إيريس أوراتوريا، في وضعية التهديد.
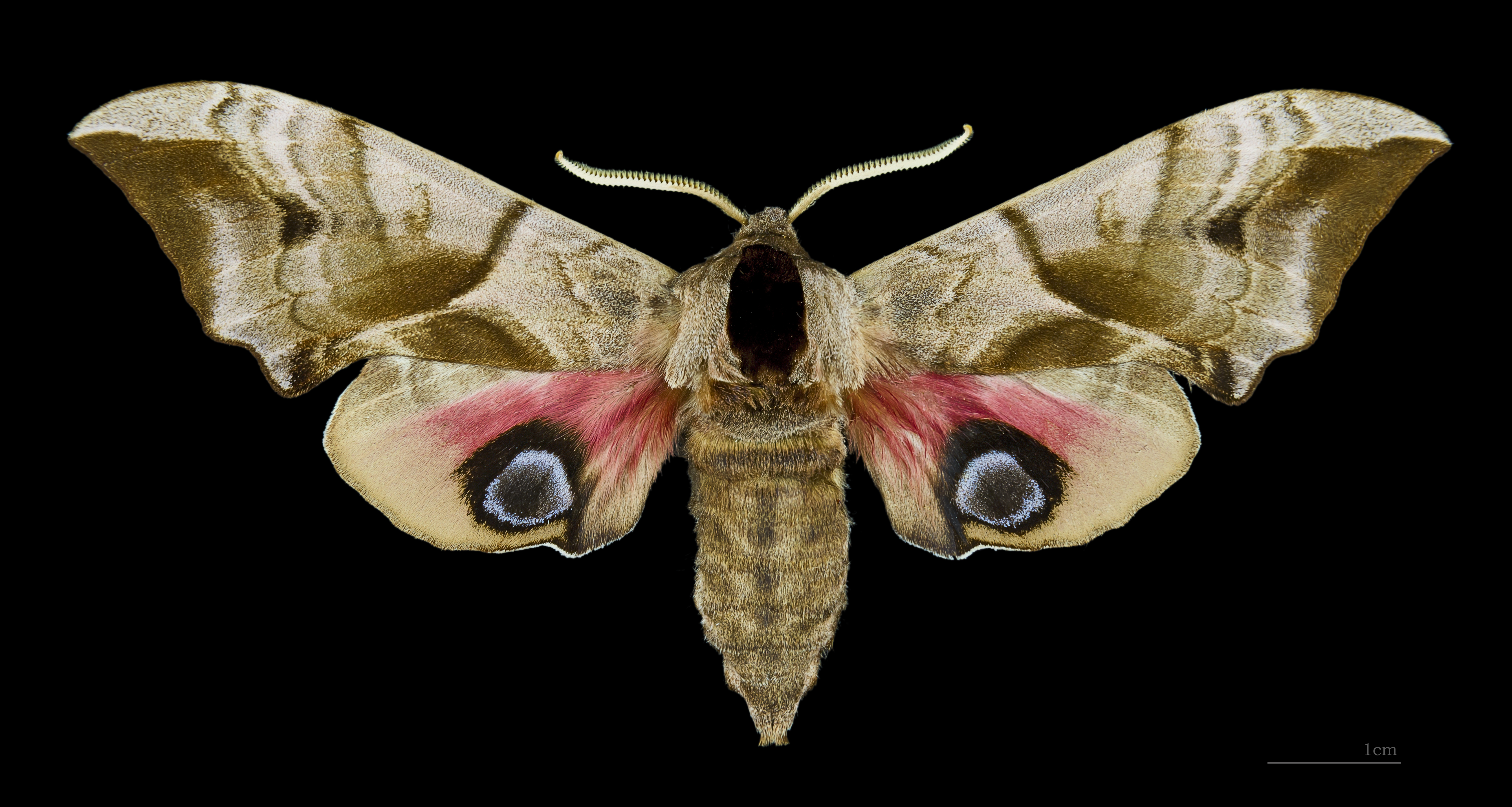
عثة عين الصقر الأنثى، اسمها العلمي سميرينثوس أوسيلاتوس، معروضة بطريقة تُبرز بوضوح العيون الكبيرة على جناحيها.
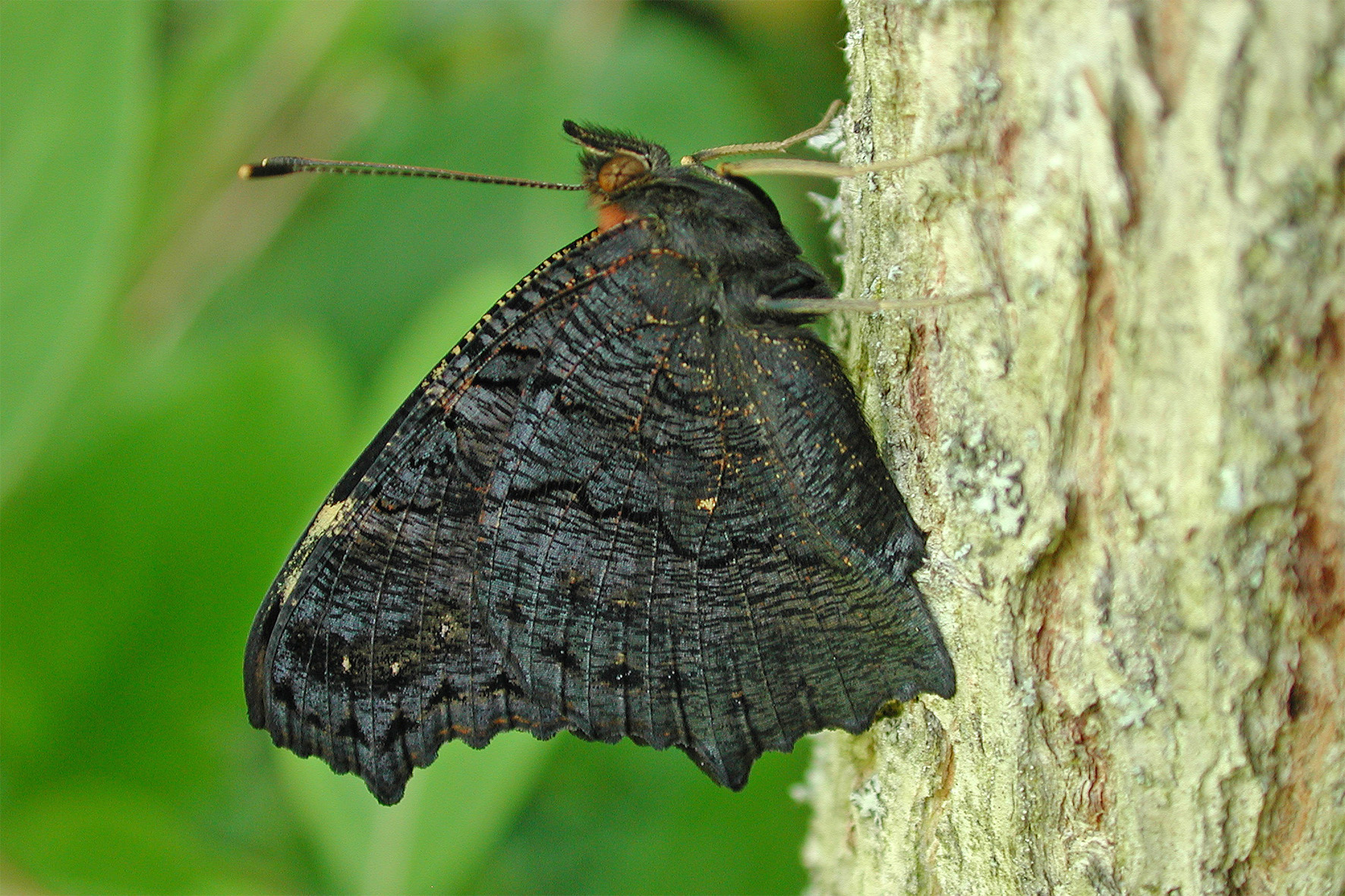
فراشة الطاووس، أو طويس أوروبي، تحاكي أوراق الشجر بشكل مذهل عندما تكون أجنحتها مغلقة.
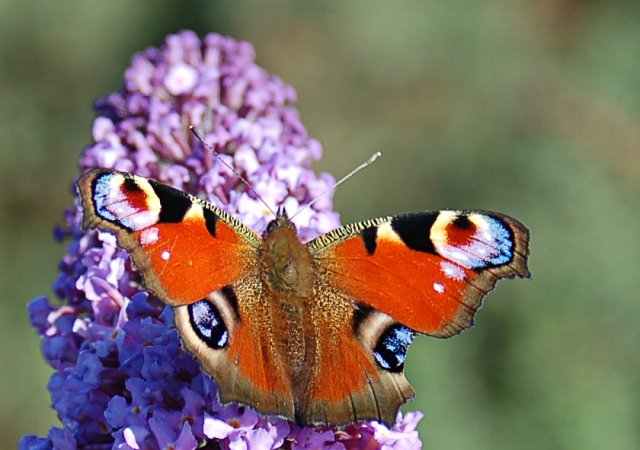
بأجنحتها المفتوحة، تعرض فراشة الطاووس بقع عين مذهلة.
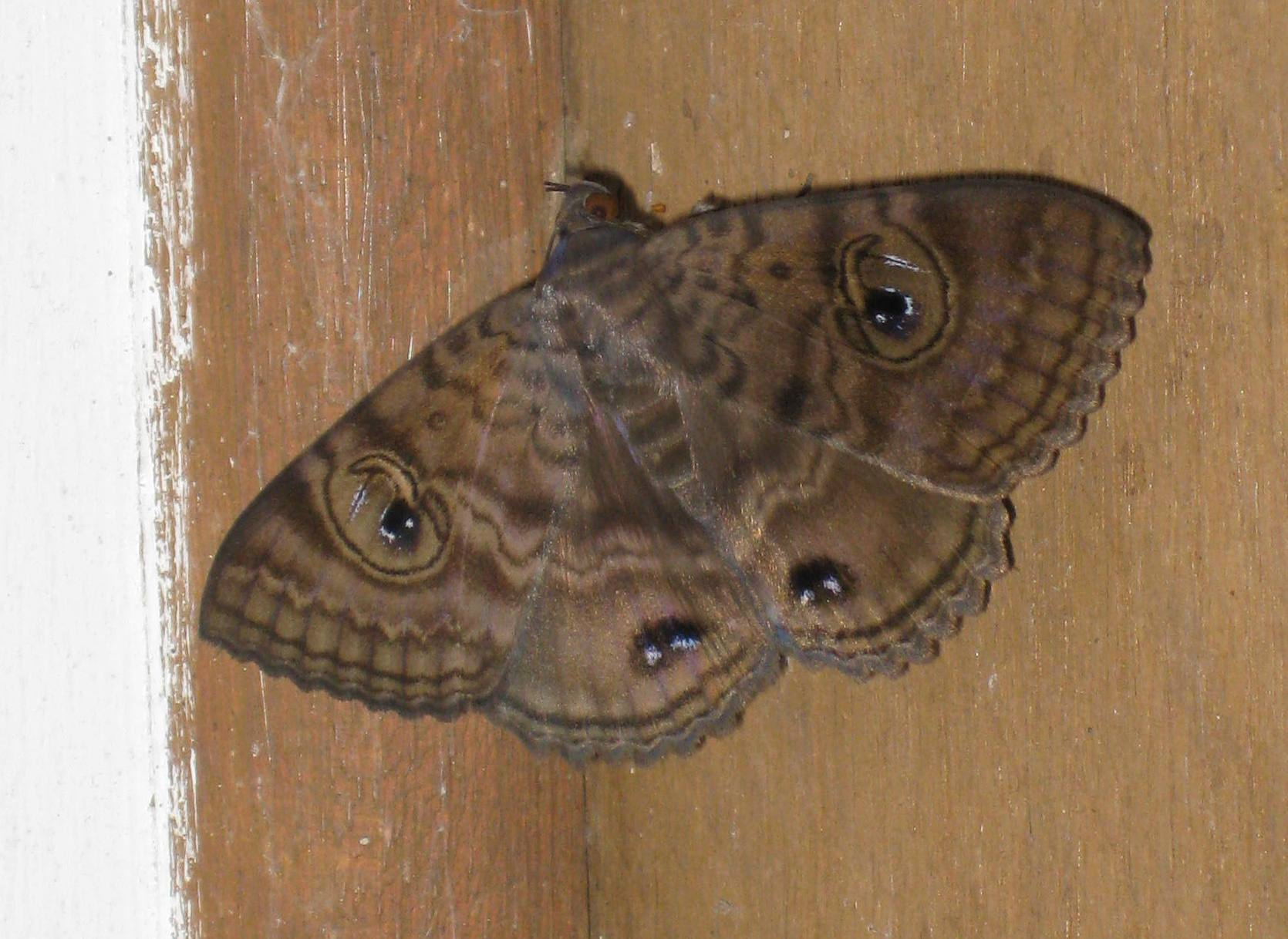
عثة سبيريدونيا سبكتانس تتظاهر بأنها رأس طائر جالس على بيضه حتى لا يراه أحد.
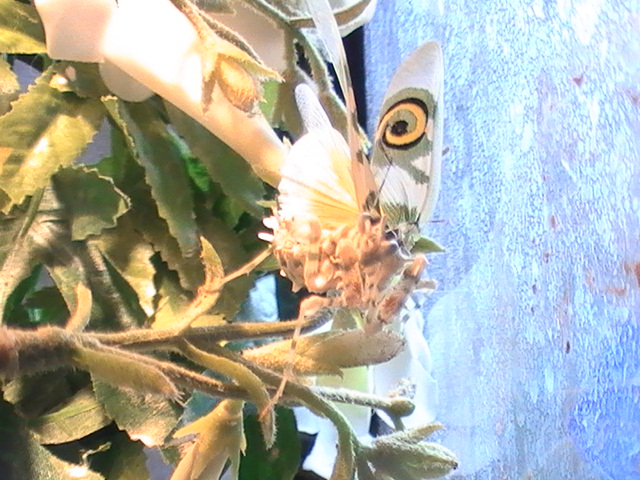
سودوكريوبترا والبيرجي تومض أجنحتها في وضعية تخويفية.
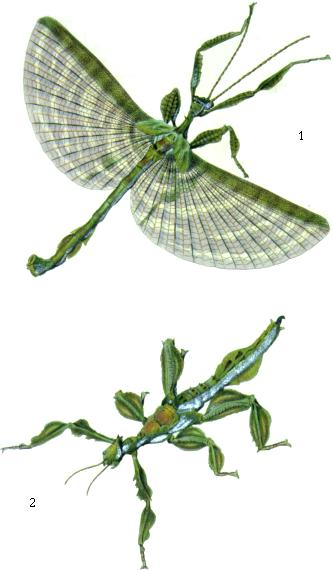
شبحة كبيرة رائعة، مصورة من قبل جورج روبرت جراي عام 1833، تُظهر وضعية راحة غامضة ومضة جناح تخويفية.

## في العنكبيات
كل من العناكب والعقارب سامة، لذلك يمكن اعتبار عروض التهديد الخاصة بها بشكل عام تحذيرية. ومع ذلك، فإن بعض الحيوانات المفترسة مثل القنافذ ودبابير صيد العناكب (دبور العنكبوت) تصطاد العناكب بنشاط، متغلبة على دفاعاتها، لذلك عندما يفزع القنفذ، على سبيل المثال، بالأصوات التي يصدرها العقرب، فهناك سبب لوصف العرض بأنه مخيف.
تستخدم العناكب مجموعة متنوعة من عروض التهديد المختلفة. بعضها مثل عنكبوت أرجيوبي وعنكبوت طويل القوائم يهتز بسرعة عندما يزعجونه؛ هذا يطمس ملامحهم وربما يجعلهم يبدو أكبر حجمًا، بالإضافة إلى صعوبة تحديد موقعهم بدقة للهجوم. تُظهر عناكب رتيلاء الشكل مثل الرتيلاء سلوكًا مخيفًا؛ عندما يتعرضون للتهديد، يرتد العنكبوت للخلف بأرجله الأمامية ولوامسه ممتدتين والأنياب بارزة. بعض الأنواع، مثل عنكبوت الشجرة الزخرفي الهندي الخطير (بويسيلوثيريا ريجاليس)، لها لون زاهٍ على الأرجل الأمامية وأجزاء الفم والتي تُعرض في عرض التهديد عندما "يرتفع على أرجله الخلفية، ويلوح بأطرافه الأمامية والمحاور في الهواء".

تقوم العقارب بعروض تهديد غير مخادعة، حيث لديهم دفاعات قوية، لكن العديد من الحيوانات المفترسة لا تزال تأكلهم. عندما يُستفزو، فإنهم يمدون مخالبهم وفي بعض الحالات يرفعون بطونهم، وذيلهم يقف منتصبًا تقريبًا مع الاستعداد للدغة للاستخدام الفوري. بالإضافة إلى ذلك، يصدر بعض العقارب أصواتًا مخيفة عن طريق الاحتكاك بالمحاور والأرجل الأمامية.

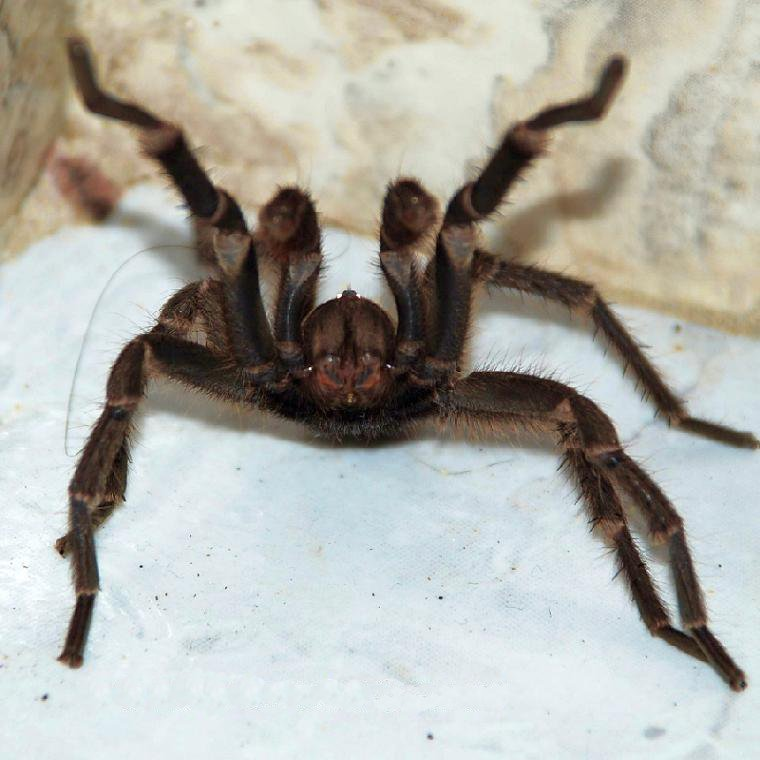
عرض التهديد المصاحب للرتيلاء البرازيلية
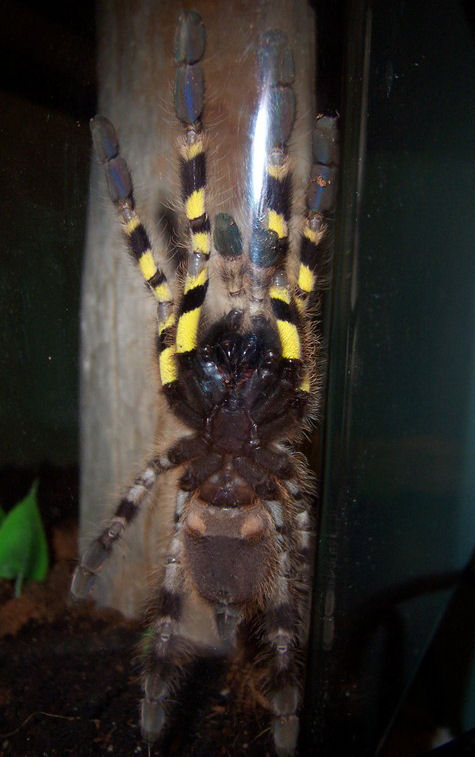
بطن العنكبوت بويسيلوثيريا ريجاليس. تُستخدم الأرجل الأمامية ذات اللون الأصفر الزاهي في العروض التهديدية.
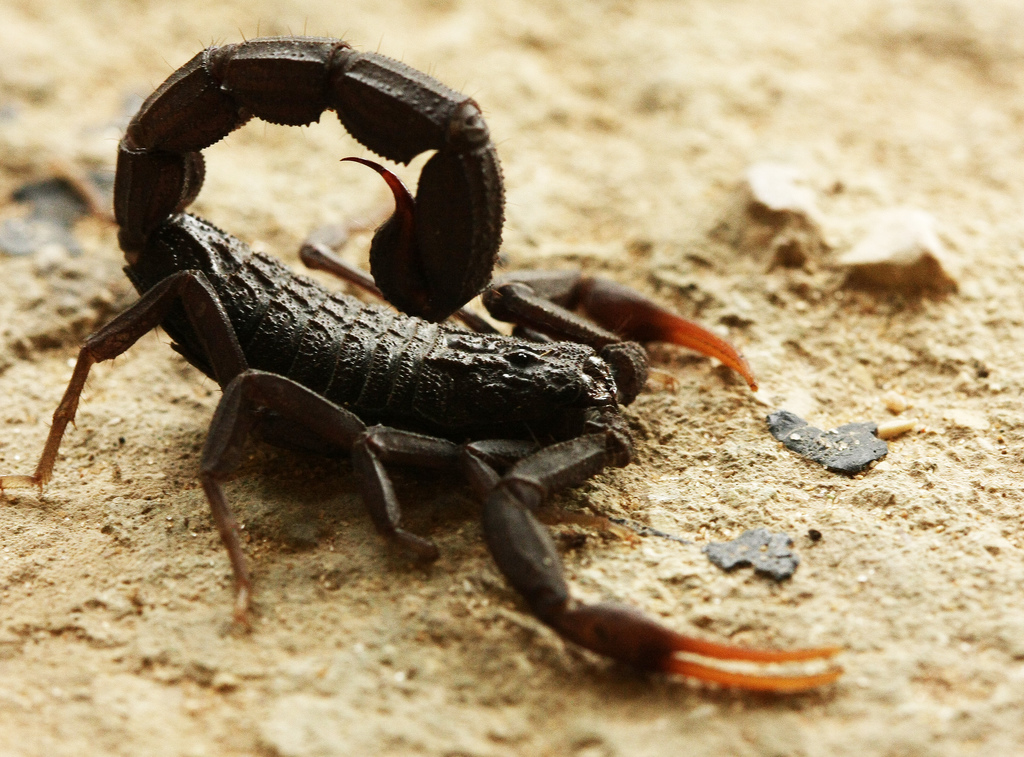
عرض تهديدي للعقرب مع المخلب المنتشرة على نطاق واسع، والبطن مرفوعة لتقديم اللدغة

## في رأسيات الأرجل

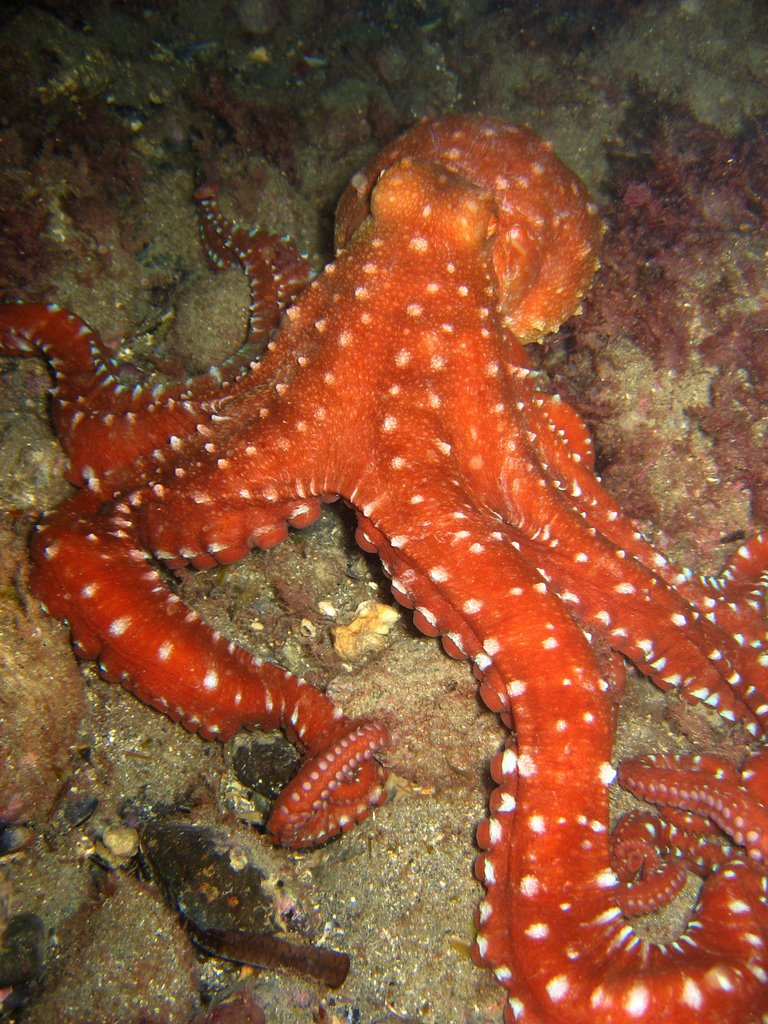
العرض الترهيبي: يولد الأخطبوط الأبيض المخطط الأطلسي لونًا بنيًا محمرًا ساطعًا مع بقع بيضاوية بيضاء عند إزعاجه.

يُوجد السلوك الخداعي في رأسيات الأرجل، بما في ذلك الخذاق، والسبيدج مثل السبيدج المرجانى الكاريبى والسبيدج ذو الزعانف الكبيرة، والأخطبوطات بما في ذلك الأخطبوط الشائع والأخطبوط الأبيض المخطط الأطلسي، والعنقريط. تتضمن عروض رأسيات الأرجل الخداعية إنشاء خطوط جريئة فجأة، غالبًا ما تُعزز بمد أذرع الحيوان أو زعانفه أو شبكته لجعله يبدو أكبر وأكثر تهديدًا قدر الإمكان.
على سبيل المثال، في الحبار الشائع (الخداق)، يتكون العرض من تسطيح الجسم، وجعل الجلد شاحبًا، وإظهار زوج من بقع العين على الوشاح، وحلقات عين داكنة، وخط داكن على الزعانف، وتوسيع حدقتي العين. يقوم الأخطبوط الشائع أيضًا بعرض جلد شاحب وحلقات عين داكنة مع حدقات متوسعة، ولكنه أيضًا يلف أذرعه ويمدد الشبكة بين الأذرع قدر الإمكان، ويقذف نفاثات من الماء. تقوم الأخطبوطات الأخرى مثل الأخطبوط الأبيض المخطط الأطلسي بالتحول إلى اللون البني المحمر اللامع مع بقع بيضاء بيضاوية في جميع أنحاء الجسم في عرض متباين للغاية. يمكن للعنقريط تغيير مظهرها بسرعة: فهي تسحب فجأة الشبكة المتلألئة المكونة من زوجها الأول من الأذرع من قوقعتها.

## في الفقاريات
من بين الفقاريات، فإن السحلية المكشكشة لديها عرض مذهل حيث تُنشر ياقات شبه دائرية عريضة على جانبي الرأس؛ يُفتح الفم على مصراعيه ويكشف عن الفجوة؛ يُحرك الذيل فوق الجسم، ويُرفع الجسم، بحيث يبدو الحيوان أكبر وأكثر تهديدًا قدر الإمكان.
الضفادع مثل ضفدع كويابا القزم وضفدع جابوتيكاتوباس القزم والضفدع الكولومبي ذو الأربع أعين لديها سلوك عرض تحذيري. تقوم هذه الحيوانات بنفخ نفسها بالهواء ورفع أجزائها الخلفية لتبدو أكبر ما يمكن، وعرض علامات ملونة زاهية وبقع عينيه لإخافة الحيوانات المفترسة. سبعة أنواع من الضفادع في جنس بليروديما لها غدد قطنية (تجعل الحيوانات كريهة الطعم، لذلك فإن العرض في هذه الحالة هو على الأرجح تحذيري)؛ عادة ما تكون هذه الغدد واضحة بشكل جريء باللون الأسود كتحذير إضافي.

تحدث العروض غير المخادعة (التحذيرية) في الثدييات التي تمتلك دفاعات قوية مثل الأشواك أو غدد الرائحة الكريهة، والتي عادة ما تحذر الحيوانات المفترسة المحتملة بدلاً من محاولة الهروب بالركض. يرفع المدال المخطط المنخفض الأشواك على رأسه وظهره عندما يواجه مفترسًا، ويحرك رأسه لأعلى ولأسفل. الشياهم مثل أرسون تقيم شعيراتها الطويلة الحادة وتتخذ وضعية منحنية ورأسها لأسفل عندما يكون هناك مفترس في مكان قريب. يتوازن الظربان المرقط الشرقي على ساقيه الأماميتين، ويرفع جسده عموديًا مع عرض نمط فروة رأسه الجريء بشكل واضح، ويرفع ذيله (بالقرب من الغدد العطرية) وينشره.

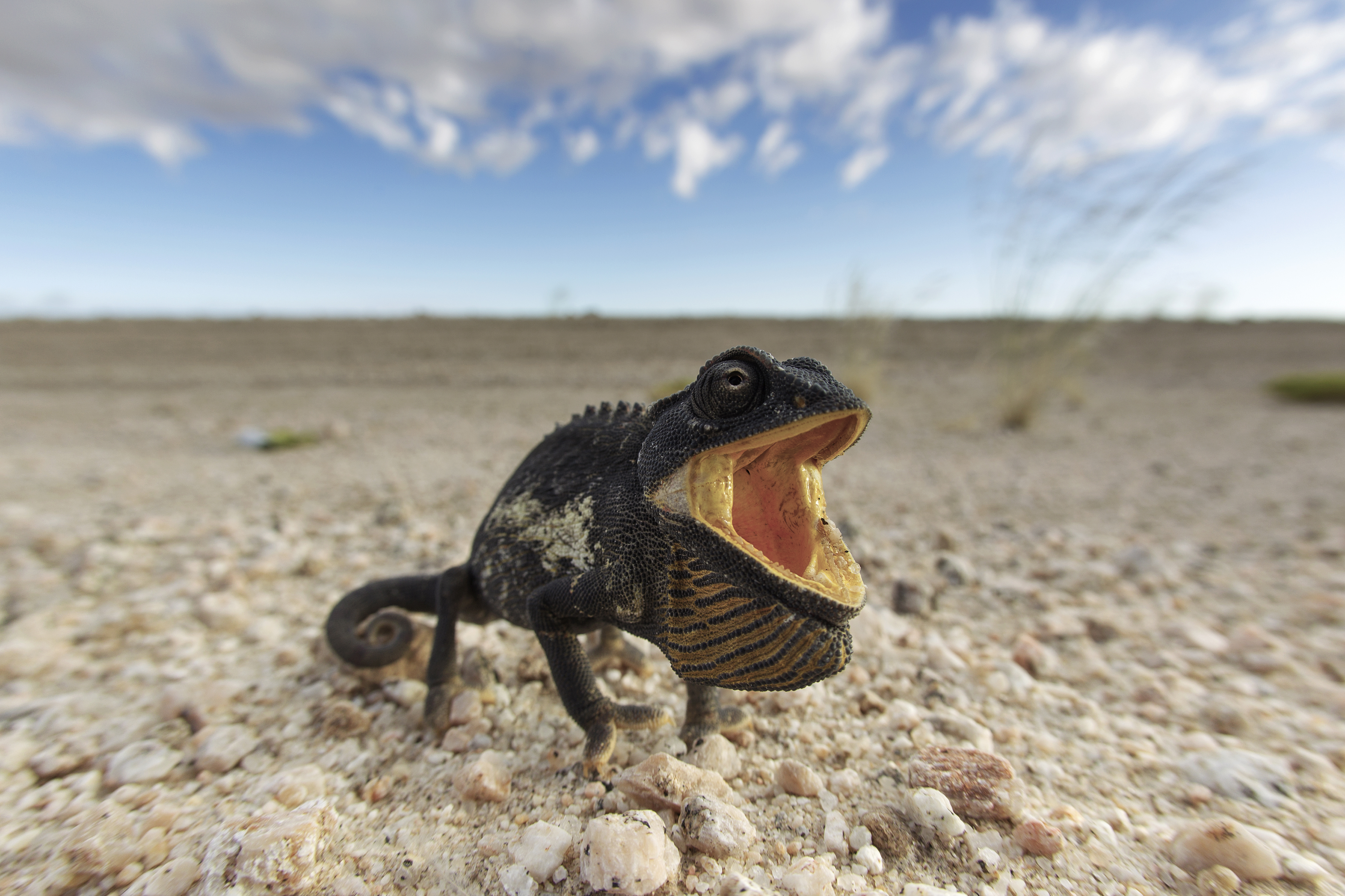
حرباء ناماكوا تعرض سلوك تهديد مع بسط الغبب تحت الحلق
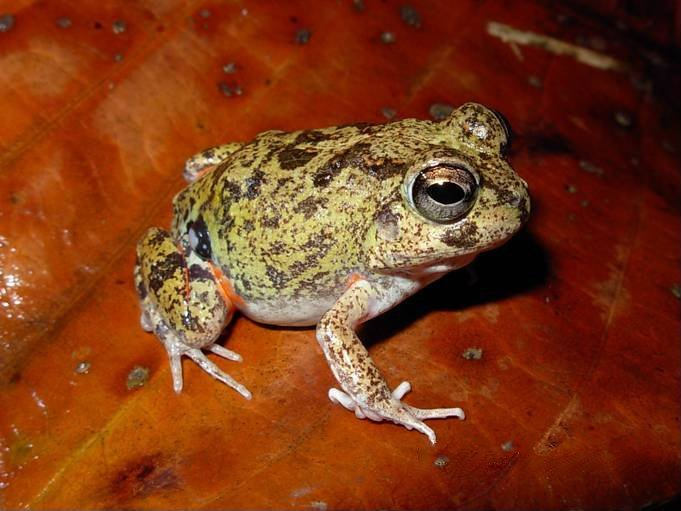
الضفدع الكولومبي ذو الأربع أعين
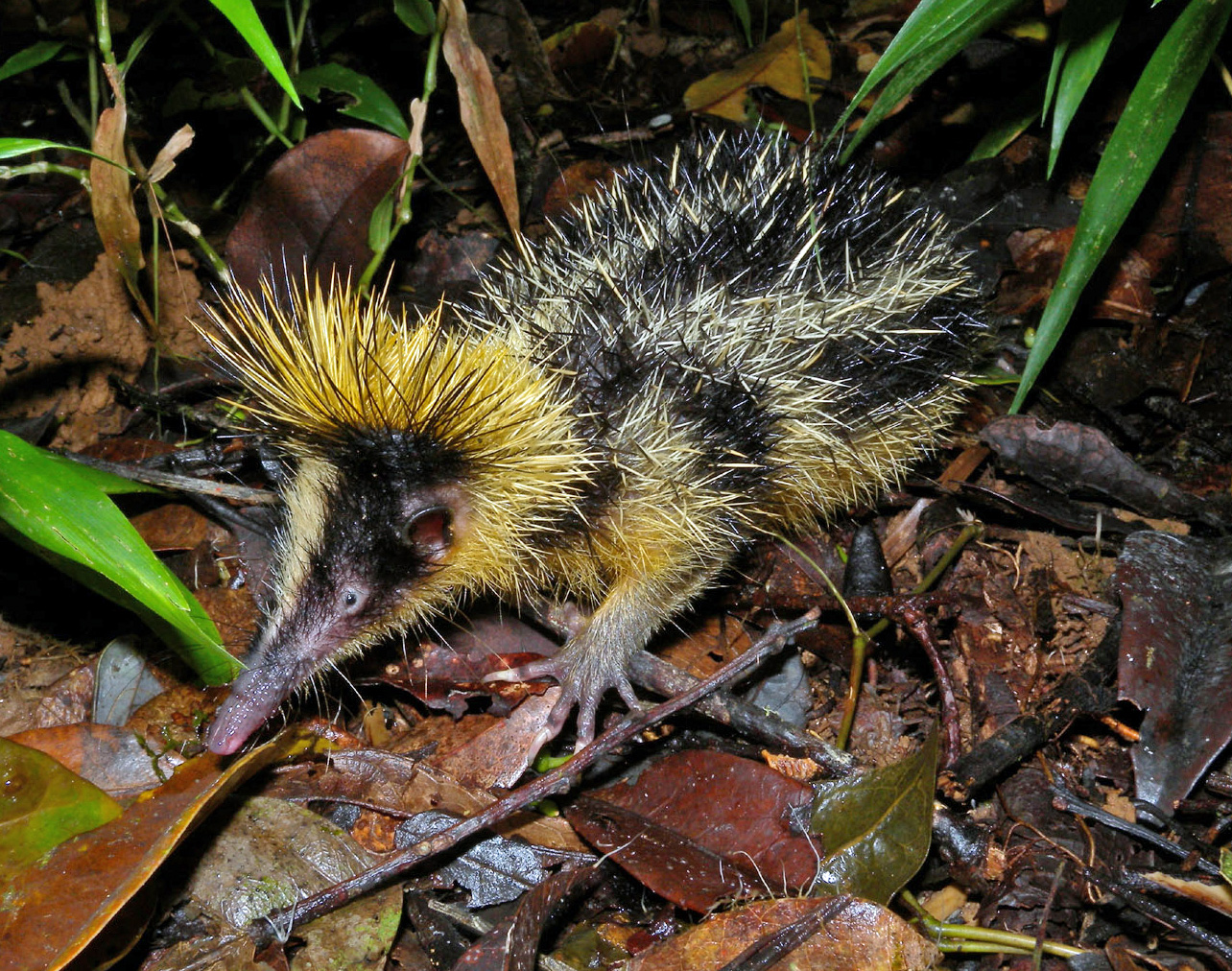
المدال المخطط المنخفض، يرفع الأشواك على رأسه وجسمه عندما يشعر بالتهديد.
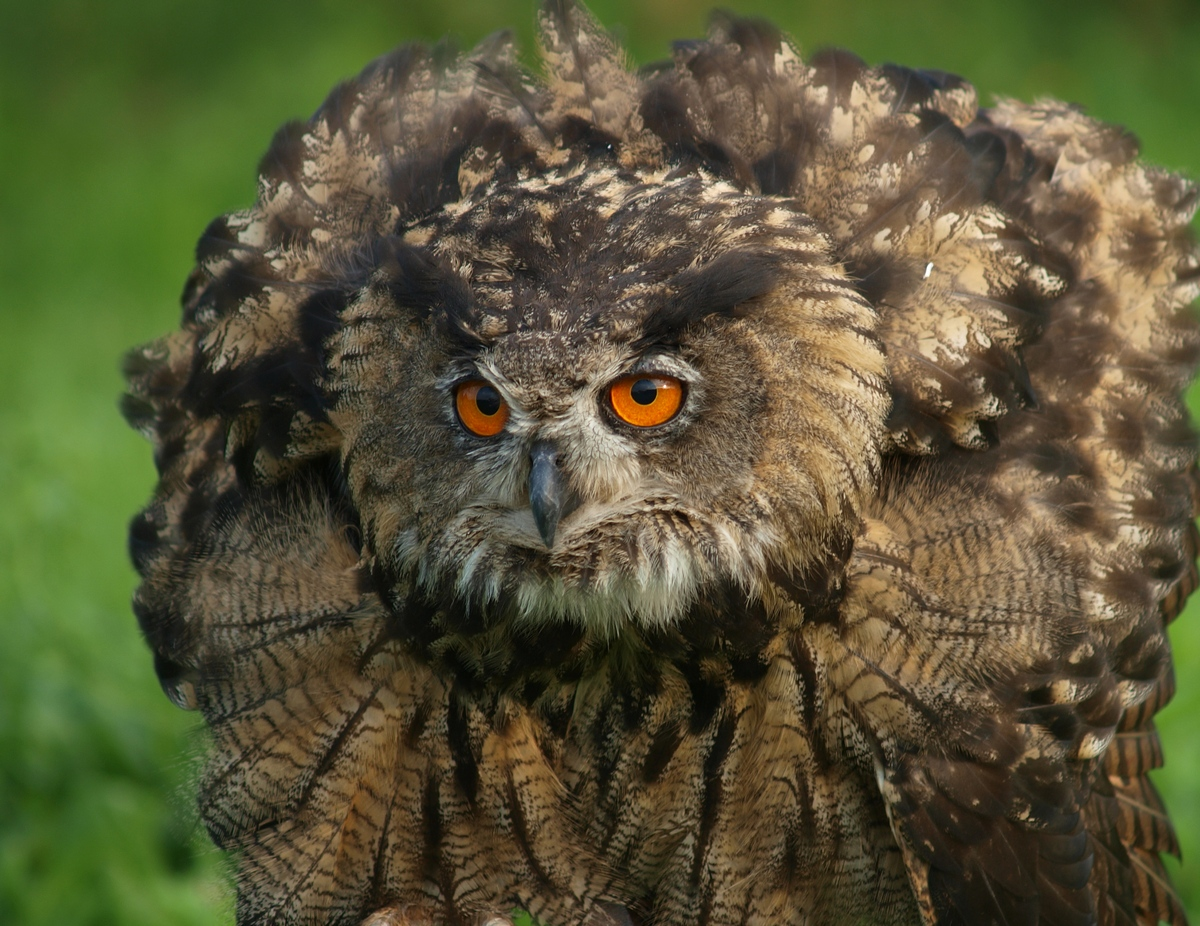
البومة الأوراسية، تقوم بانتصاب ريش عنقها لجعلها تبدو أكبر حجماً.
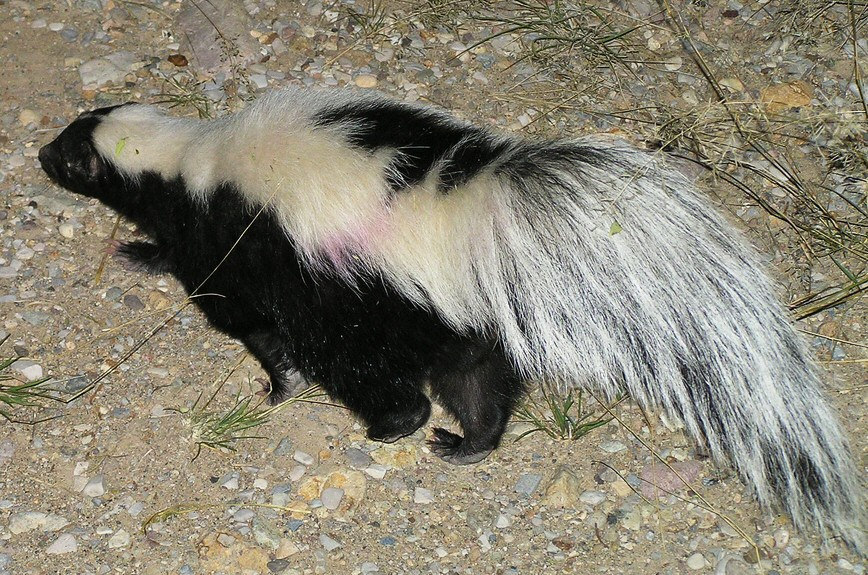
الظربان المرقط الشرقي، يعرض علامات فاتحة بارزة على خلفية سوداء، مع ذيل كثيف مرفوع، يعلن بصراحة عن غدد رائحته النفاذة.
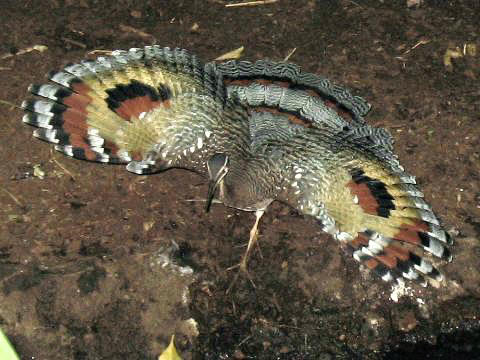
واق الشمس، أو يوريبيا هيلياس، يفتح جناحيه لعرض بقعتين عريضتين تشبهان العينين عندما يشعر بالتهديد.

## ديماتيكية أم تحذيرية؟
في دراسة للصوت الصادر عن ذيل الأفاعي الرقطاء من أنواع مختلفة، وجد عالمي الحيوان الكنديان بروك فينتون ولورانس ليخت أن الأصوات متشابهة دائمًا: تتميز ببداية سريعة (تبدأ فجأة وتصل إلى حجم الصوت الكامل في بضع مللي ثانية)؛ وتتكون من مزيج "عريض النطاق" من الترددات بين 2 كيلو هرتز و20 كيلو هرتز، مع القليل من الطاقة إما في الموجات فوق الصوتية (أعلى من 20 كيلو هرتز) أو في نطاق سمع الأفاعي الرقطاء (أقل من 700 هرتز)؛ والترددات لا تتغير كثيرًا مع الوقت (الرنين بعد دقيقتين له نفس الطيف مثل ذلك عند البداية). لم يكن هناك فرق واضح في الأصوات الصادرة عن الأنواع المختلفة المقاسة: كروتالوس هوريدوس وكروتالوس أدامانتيوس وكروتالوس أتروكس وصوندر وكروتالوس فيريديس وسيستروروس كاتيناتوس. هذا النمط يعني أن الرنين "يمكن أن يكون بمثابة جهاز عام لجذب الانتباه"، والذي "صُمم كعرض ترهيب أو إخافة". قد يعزز تشابهه مع "الأصوات القاسية العريضة النطاق" المستخدمة كنداءات تحذيرية من قبل الطيور والثدييات فعاليتها. نظرًا لأن الأفاعي الرقطاء بالكاد تستطيع سماع الصوت، فمن غير المحتمل أن يكون بمثابة أي شكل من أشكال التواصل مع الأفاعي الأخرى من نفس النوع. أخيرًا، الأصوات ليست بصوت عالٍ بما يكفي لإحداث الألم وبالتالي إبقاء الحيوانات المفترسة بعيدًا.

يلاحظ فينتون وليخت أن تأثير رنين الأفعى الرقطاء يمكن أن يكون ديماتيكي (إخافة) للحيوانات غير الخبيرة، سواء كانت مفترسة أو حيوانات كبيرة قد تجرح الأفعى بالخطو عليها، ولكن تحذيرية (إشارة تحذير) في الحيوانات التي تدرك معنى الرنين. يشيرون إلى عمل فينتون وزميله ديفيد بيتس حول استجابات الخفاش البني الكبير، إبتيسكوس فوسكوس، للنقر الدفاعي الذي تصدره العث من فصيلة العثيات النمرية، والتي تشمل عثة الحديقة النمرية، حرمدة سمورية. تشمل هذه الفصيلة عثًا كبيرًا، فرويًا، ذا طعم مر أو سام. وجدوا أنه بينما يمكن للأصوات أن تخيف الخفافيش غير الخبيرة، بعد بضع محاولات يتجاهل الخفافيش الأصوات إذا كانت الفريسة صالحة للأكل؛ لكن نفس الأصوات يمكن أن تحذر الخفافيش من الفريسة ذات الطعم المر (إشارة صادقة).

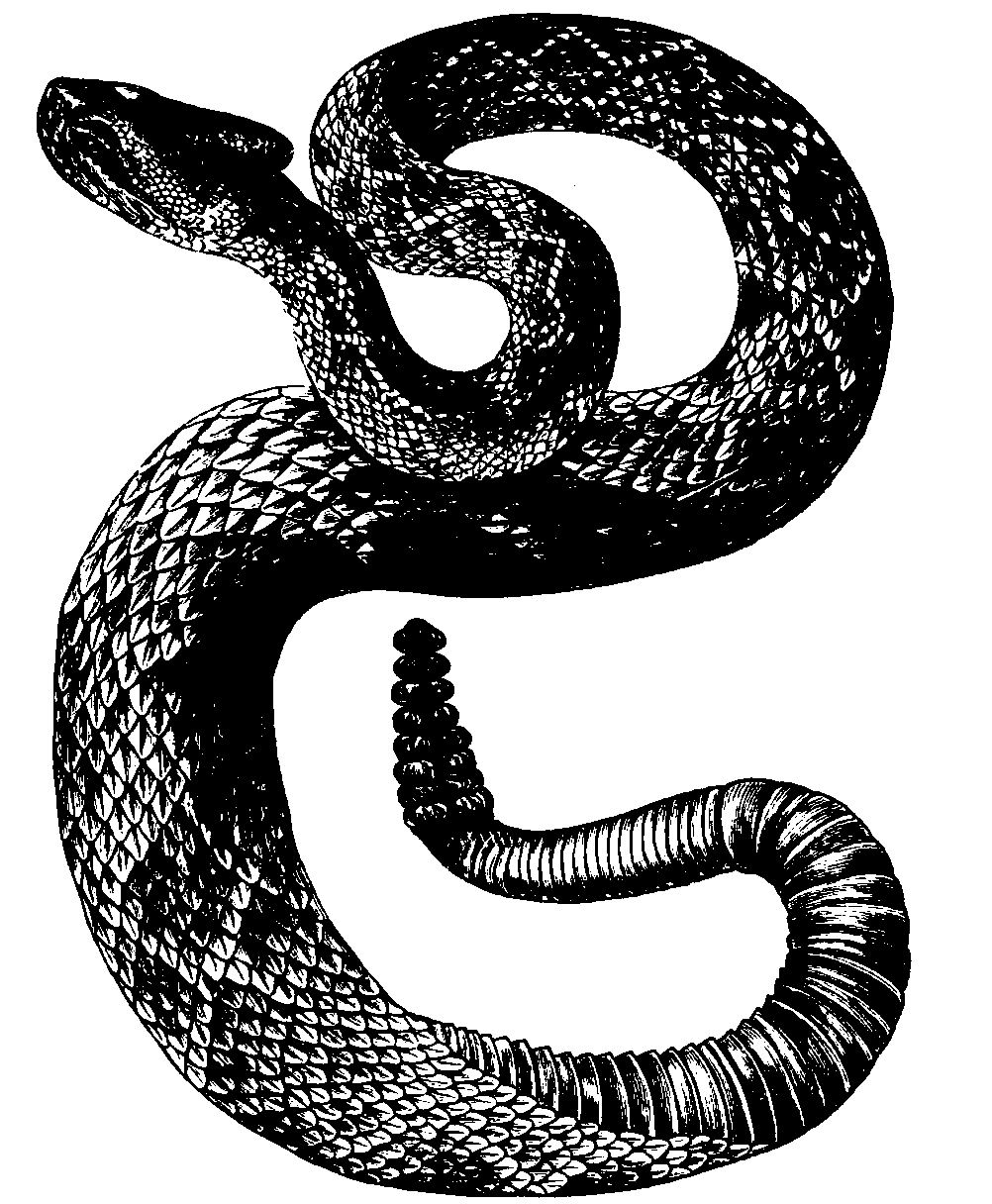
رُسمة لذيل الأفعى المجلجلة وهو يصدر صوت الرّجيج، من كتاب "حول أصل الأنواع" لـ سانت جورج ميفارت، عام 1871. قد يكون صوت الرّجيج هذا لإخافة المفترسات المبتدئة وتحذير المفترسات المتمرّسة.
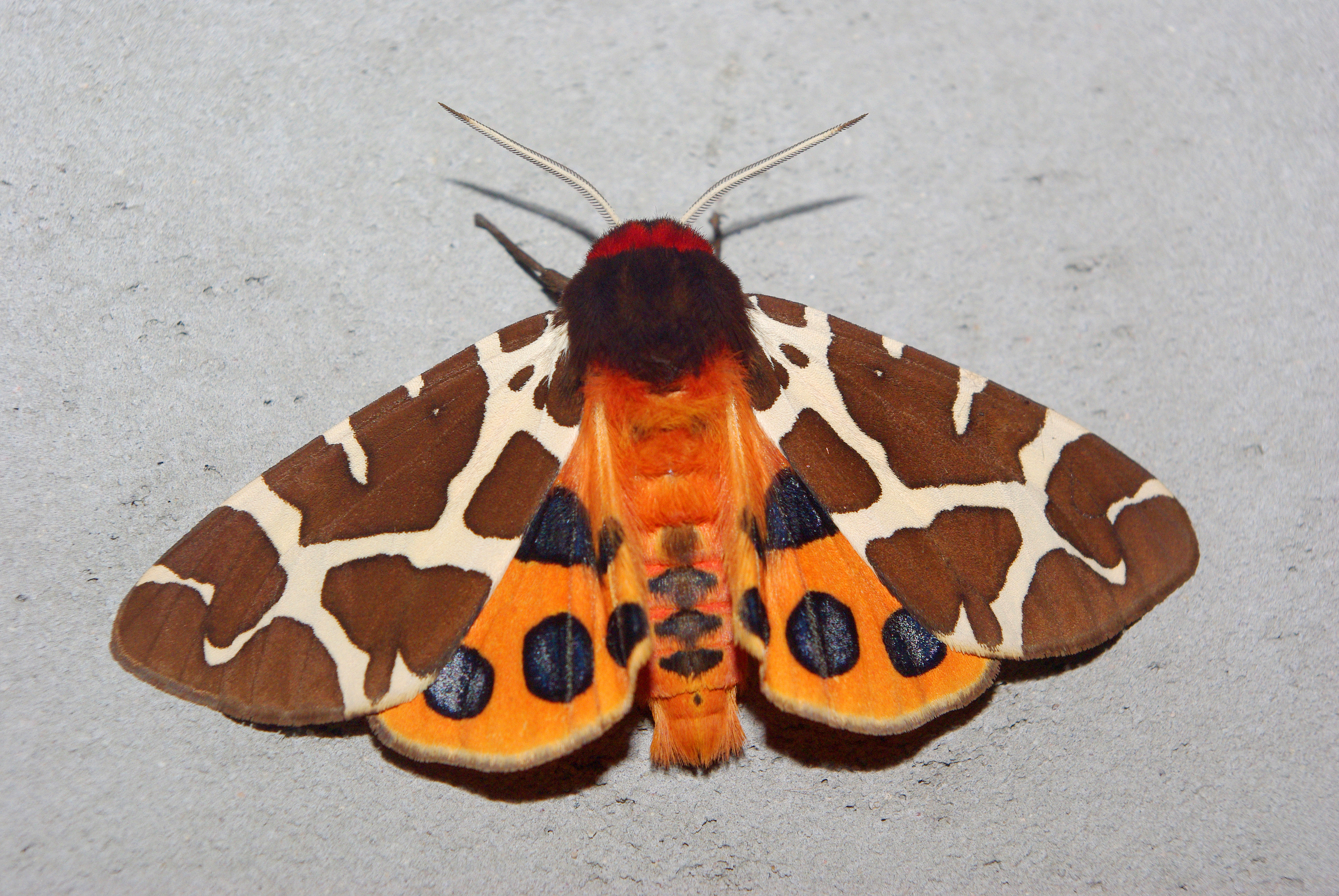
عثة الحديقة النمرية، حرمدة سمورية، تُظهر نمطًا مذهلاً من البقع السوداء على الأجنحة الخلفية البرتقالية الحمراء. هذا الحشرة ذات طعم مرير، لذلك قد يكون النمط تحذيريًا و مخيفًا في نفس الوقت.